# Stentjärnen (Älvros socken, Härjedalen)
Stentjärnen är en sjö i Härjedalens kommun i Härjedalen och ingår i Ljusnans huvudavrinningsområde. Stentjärnen ligger i Himmelsflöten Natura 2000-område.